# 5216 Cannizzo
5216 Cannizzo eller 1941 HA är en asteroid i huvudbältet som upptäcktes den 16 april 1941 av den finska astronomen Liisi Oterma vid Storheikkilä observatorium. Den är uppkallad efter amerikanen John Kendall Cannizzo.
Asteroiden har en diameter på ungefär 11 kilometer och den tillhör asteroidgruppen Eunomia.